# Bodengrub
Bodengrub ist ein Gemeindeteil des Marktes Igensdorf im Landkreis Forchheim (Oberfranken, Bayern).

## Geografie
Die Einöde im Erlanger Albvorland liegt etwa zweieinhalb Kilometer nordwestlich des Ortszentrums von Igensdorf auf 405 m ü. NHN.

## Geschichte

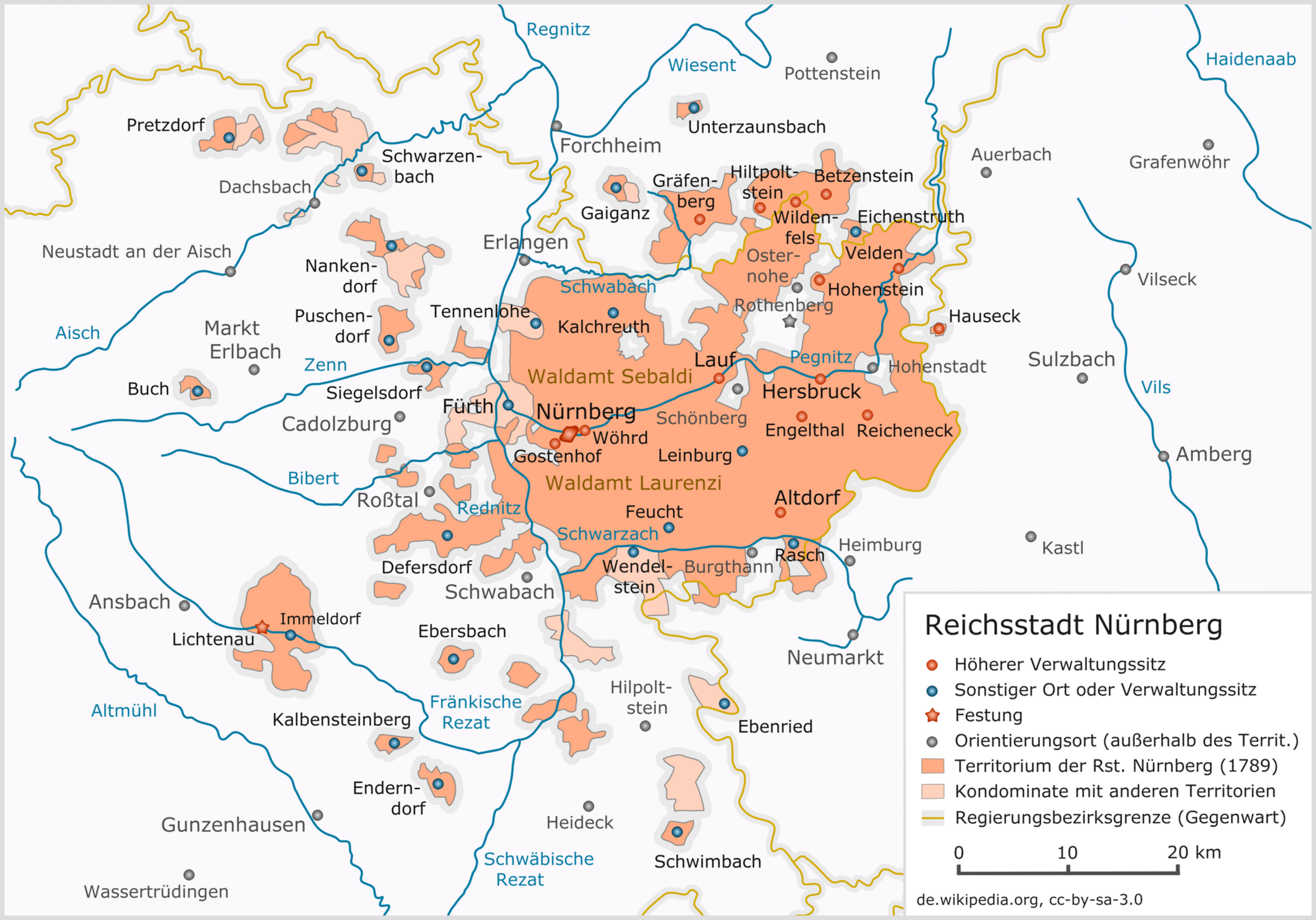
Das Landgebiet der Reichsstadt Nürnberg

Bis zum Beginn des 19. Jahrhunderts unterstand Bodengrub der Landeshoheit der Reichsstadt Nürnberg. Die Dorf- und Gemeindeherrschaft über das einzige Anwesen des Ortes übte das Landalmosenamt Nürnberg aus, die Hochgerichtsbarkeit oblag dem Pflegamt Hiltpoltstein in seiner Funktion als Fraischamt. Bodengrub wurde 1806 bayerisch, nachdem die Reichsstadt Nürnberg unter Bruch der Reichsverfassung vom Königreich Bayern annektiert worden war. Damit wurde der Ort Bestandteil der bei der „napoleonischen Flurbereinigung“ in Besitz genommenen neubayerischen Gebiete, was erst im Juli 1806 mit der Rheinbundakte nachträglich legalisiert wurde.
Durch die Verwaltungsreformen zu Beginn des 19. Jahrhunderts im Königreich Bayern wurde Bodengrub mit dem Zweiten Gemeindeedikt im Jahr 1818 ein Gemeindeteil der Ruralgemeinde Dachstadt. Mit der Gebietsreform in Bayern wurde Bodengrub am 1. Januar 1972 in den Markt Igensdorf eingegliedert.

## Verkehr
Eine von Letten kommende Stichstraße bindet die Einöde an das Straßenverkehrsnetz an. Vom ÖPNV wird Bodengrub nicht bedient, die nächste Haltestelle der Buslinie 223 des VGN befindet sich in Dachstadt und der nächstgelegene Bahnhof an der Gräfenbergbahn in Mitteldorf.